# Solenobia argenterae
Solenobia argenterae is een vlinder uit de familie van de zakjesdragers (Psychidae). De wetenschappelijke naam van de soort is voor het eerst geldig gepubliceerd in 1924 door Eugen Wehrli.